# Exsurge Domine
Exsurge Domine (букв. «Восстань, Господи!»; издана 15 июня 1520 года) — папская булла, осуждающая действия Мартина Лютера и угрожающая ему отлучением от церкви. Одна из отправных точек Контрреформации. 10 декабря сам Лютер и группа немецких студентов в Виттенберге публично сожгли перед Эльстернскими воротами папскую буллу и другие канонические законы.
В сорока одном пункте данной буллы папа Лев X перечисляет список ошибок, несущих в себе «пагубный яд» и которые «чинят позор христианской религии и ущерб ортодоксальной вере», поэтому «ни при каких обстоятельствах их нельзя более терпеть или обходить вниманием». В этом же документе папа поддерживает действия верных ему германских правителей, проводящих политику «истребления немецких еретиков», а также положительно оценивает сожжение на Констанцском соборе (1414—1418 гг.) Иеронима Пражского.